# Arconate
Arconate es una localidad italiana ubicada en la ciudad metropolitana de Milán, en Lombardía. Tiene una población estimada, a fines de enero de 2022, de 6745 habitantes.

## Evolución demográfica
| Gráfica de evolución demográfica de Arconate entre 1861 y 2022 |
|                                                                |
| Fuente: ISTAT - Elaboración gráfica de Wikipedia               |